# 坂本和也
坂本 和也（さかもと かずや）は日本の小説家。第4回えんため大賞優秀賞を受賞。2003年に『リアルライフ—この時代に生きることを』でデビュー。

## 作品リスト

### 小説
ファミ通文庫
- リアルライフ—この時代に生きることを （イラスト：淺井あきひろ）

### ゲーム
- ボクと魔王　シナリオ協力